# 25801 Oliviaschwob
25801 Oliviaschwob (tên chỉ định: 2000 CR84) là một tiểu hành tinh vành đai chính. Nó được phát hiện bởi dự án Nghiên cứu tiểu hành tinh gần Trái Đất Lincoln ở Socorro, New Mexico, ngày 4 tháng 2 năm 2000. Nó được đặt theo tên Olivia Catherine Schwob, an American high school student whose behavioral và social sciences project won first place ở the 2009 Giải thưởng Khoa học và Kỹ thuật Intel.